# Beauty of the Father
Beauty of the Father è un'opera teatrale del drammaturgo statunitense Nilo Cruz, portata al debutto a Coral Gables nel 2004.

## Trama
La venticinquenne Marina lascia gli Stati Uniti e si reca in Spagna in visita al padre Emiliano, che non vede da dieci anni. In seguito alla morte della madre, infatti, Marina decide di riavvicinarsi al padre ed Emiliano, che passa le giornate nella campagna vicino a Granada dipingendo e parlando con il fantasma di Federico García Lorca, è lieto del ricongiungimente, dato che dopo il divorzio ha avuto pochissimi rapporti con la figlia.
Giunta in Spagna, Marina riallaccia i rapporti con il padre e conosce Paquita e Karim. Paquita è una donna di mezz'età sposata con Karim, un venticinquenne marocchino; ma il matrimonio è solo di facciata, visto che Karim ha sposato Paquita solo per la cittadinanza, mentre la donna è innamorata (platonicamente) di Emiliano.
Karim ed Emiliano hanno avuto una relazione in passato, anche se Karim, al contrario del maturo pittore, non è veramente omosessuale ed è stato con Emiliano per esprimere la sua gratitudine. Karim e Marina si innamorano, ma la ragazza scopre che il ragazzo andava a letto con il padre e non riesce a portare avanti il rapporto con lui. Durante la festa di San Juan gli animi di scaldano: Marina chiede a Karim di tornare dal padre per amor suo e il giovane lo fa. Ma Emiliano non vuole portare avanti la farsa e scaccia Karim, che gli spara due volte ma manca il bersaglio. I quattro finiscono per riappacificarsi e godersi insieme la festa, mentre il fantasma di Lorca di sbottona la camicia mostrando i due proiettili nel petto.

## Storia delle rappresentazioni
Beauty of the Father ha avuto la sua prima al New Theatre di Coral Gables il 3 gennaio 2004 per la regia di Rafael De Ache e con il cast composto da Ursula Freundlich (Marina), Roberto Escobar (Emiliano), Teresa Maria Rojas (Paquita), Euriamis Losada (Karim) e Carlos Orizondo (Lorca).
Il dramma ha avuto il suo esordio sulle scene newyorchesi nel 2005, in un allestimento andato in scena al New York City Center dell'Off-Broadway dal 15 dicembre al 19 febbraio 2006, con la prima ufficiale fissata per il 10 gennaio. Michael Greif curava la regia e diriveva un cast di rilievo composto da Ritchie Coster (Emiliano), Oscar Isaac (Lorca), Priscilla Lopez (Paquita), Pedro Pascal (Karim) ed Elizabeth Rodriguez (Marina). La pièce ottenne recensioni generalmente poco calorose, ma fu tuttavia candidata all'Outer Critics Circle Award alla migliore opera teatrale. Da allora Beauty of the Father ha goduto di buon successo tra i teatri regionali degli Stati Uniti, affermanfosi come una delle opere più rappresentate di Cruz.